# 6 mars en sport
6 février 6 avril
Chronologies thématiques
- Croisades
- Ferroviaires
- Disney

Le 6 mars (65e jour de l'année ou 66e en cas d'année bissextile) en sport.

## Événements

### XIXesiècle
- 1875 :
  - (Football) : à Londres (Kennington Oval), l'Angleterre et l'Écosse 2-2 devant 2 000 spectateurs.
- 1876 :
  - (Rugby à XV) : l’Angleterre bat l’Écosse à Londres sur le score de 4 à 0[1].
- 1898 :
  - (Compétition automobile) : Marseille-Hyères-Nice remporté par Fernand Charron.

### XXesièclede1901à1950
- 1902 :
  - (Football) : fondation du club espagnol de football du Real Madrid.
- 1914 :
  - (Football) : fondation du club suédois de football du Halmstads BK.
- 1915 :
  - (Compétition automobile) : Coupe Vanderbilt.
- 1927 :
  - (Compétition automobile) : Grand Prix automobile de Tripoli.
- 1935 :
  - (Football) : victoire la plus large à l'occasion du North London derby : Arsenal FC écrase Tottenham Hotspur FC 6-0.

### XXesièclede1951à2000
- 1971 :
  - (Formule 1) : Grand Prix automobile d'Afrique du Sud.
- 1976 :
  - (Formule 1) : Grand Prix automobile d'Afrique du Sud.
- 1977 :
  - (Rallye automobile) : arrivée du Rallye du Portugal.

### XXIesiècle
- 2005 :
  - (Formule 1) : Grand Prix automobile d'Australie.
- 2016 :
  - (Biathlon /Championnats du monde) : sur la poursuite masculine, victoire du Français Martin Fourcade devant les norvégiens Ole Einar Bjørndalen et Emil Hegle Svendsen puis sur la poursuite féminine, victoire de l'Allemande Laura Dahlmeier devant l'Italienne Dorothea Wierer et la Française Marie Dorin-Habert.
  - (Cyclisme sur piste /Championnats du monde) : sur les épreuves masculines, au keirin, victoire de l'Allemand Joachim Eilers devant le Néo-Zélandais Edward Dawkins et le Malaisien Azizulhasni Awang puis sur l'américaine, victoire des Britanniques Bradley Wiggins et Mark Cavendish devant les Français Morgan Kneisky et Benjamin Thomas suivi des Espagnols Sebastián Mora et Albert Torres. Sur les épreuves féminines, à l'omnium, victoire de la Britannique Laura Kenny devant la Française Laurie Berthon suivi de l'Américaine Sarah Hammer puis sur la vitesse individuelle, victoire de la Chinoise Zhong Tianshi suivi de sa compatriote Junhong Lin et l'Allemande Kristina Vogel complète le podium.
- 2023 :
  - (Tennis /ATP Tour) : Novak Djokovic, interdit d’entrée au États-Unis est forfait pour le Tournoi d'Indian Wells car il n'est toujours pas vacciné contre la COVID-19[2].

## Naissances

### XIXesiècle
- 1857 :
  - Peter Campbell, footballeur écossais. (2 sélections en équipe d'Écosse). († ? janvier 1883).
- 1863 :
  - Mikkjel Hemmestveit, skieur de nordique américano-norvégien. († 22 avril 1957).
- 1872 :
  - Agnes Morton, joueuse de tennis anglaise. († 5 avril 1952).
- 1875 :
  - Louis Dedet, joueur de rugby à XV français. († 25 juillet 1960).
- 1879 :
  - Jimmy Hunter, joueur de rugby à XV néo-zélandais. (11 sélections en équipe de Nouvelle-Zélande). († 14 décembre 1962).
- 1881 :
  - Émile Friol, cycliste sur piste français. Champion du monde de cyclisme sur piste de la vitesse 1907 et 1910. († 6 novembre 1916).
- 1882 :
  - Gaston Delaplane, rameur français. Médaillé d'argent du skiff aux CE d'aviron 1905, champion d'Europe d'aviron du skiff 1906, 1907 et 1908, champion d'Europe d'aviron du huit de pointe et du deux de couple puis médaillé d'argent du skiff 1909, champion d'Europe d'aviron du skiff et du deux de couple 1910 puis champion d'Europe d'aviron du scull et médaillé de bronze du skiff 1911. († 12 décembre 1977).
- 1884 :
  - Molla Bjurstedt, joueuse de tennis américano-norvégienne. Médaillée de bronze en simple aux Jeux de Stockholm 1912. Victorieuse des US Open de tennis 1915, 1916, 1917, 1918 1920, 1921, 1922 et 1926. († 22 novembre 1959).
- 1900 :
  - Lefty Grove, joueur de baseball américain. († 22 mai 1975).

### XXesièclede1901à1950
- 1921 :
  - Piero Carini, pilote de courses automobile italien. († 30 mai 1957).
- 1924 :
  - Jean Darrieussecq, joueur de rugby à XV français. (1 sélection en équipe de France). († 27 décembre 1992).
  - Ottmar Walter, footballeur allemand. Champion du monde de football 1954. (21 sélections en équipe d'Allemagne). († 16 juin 2013).
- 1925 :
  - Richard Kreß, footballeur allemand. (9 sélections en équipe d'Allemagne). († 30 mars 1996).
- 1931 :
  - Nicolas Barone, cycliste sur route français. († 31 mai 2003).
  - Jimmy Stewart, pilote de courses automobile britannique. († 3 janvier 2008).
- 1932 :
  - Joseph Puccar, footballeur français. († 8 novembre 1994).
- 1935 :
  - Ron Delany, athlète de demi-fond irlandais. Champion olympique du 1 500 m aux Jeux de Melbourne 1956.
  - Derek Kevan, footballeur anglais. (14 sélections en équipe d'Angleterre). († 4 janvier 2013).
- 1937 :
  - Guy Boniface, joueur de rugby à XV français. Vainqueur du Tournoi des cinq nations 1960 et 1961. († 1er janvier 1968).
- 1938 :
  - Jean-Paul Escale, footballeur français.
- 1939 :
  - Joseph Magiera, footballeur français. († 24 octobre 2024).
  - Marsilio Pasotti, pilote de courses automobile italien. († 2 août 1989).
- 1940 :
  - Willie Stargell, joueur de baseball américain. († 9 avril 2001).
- 1941 :
  - Gabriel De Michèle, footballeur français. (2 sélections en équipe de France).
- 1943 :
  - Robert Dewilder, footballeur puis entraîneur français.
- 1947 :
  - Dick Fosbury, athlète de sauts américain. Champion olympique de la hauteur aux Jeux de Mexico 1968. († 12 mars 2023).

### XXesièclede1951à2000
- 1951 :
  - Gerrie Knetemann, cycliste sur route néerlandais. Champion du monde de cyclisme sur route 1978. Vainqueur de l'Amstel Gold Race 1974 et 1985. († 2 novembre 2004).
- 1954 :
  - Peter Bamford, pilote de courses automobile et homme d'affaires britannique.
  - Harald Schumacher, footballeur puis entraîneur allemand. Champion d'Europe de football 1980. (76 sélections en équipe d'Allemagne).
  - Uli Stielike, footballeur puis entraîneur allemand. Champion d'Europe de football 1980. Vainqueur de la Coupe UEFA 1975 et 1985. (42 sélections en équipe d'Allemagne).
- 1955 :
  - Jesús Pareja, pilote de courses automobile espagnol.
- 1957 :
  - Roland Liboton, coureur de cyclo-cross belge. Champion du monde de cyclo-cross 1980, 1982, 1983 et 1984.
- 1962 :
  - Erika Hess, skieuse alpin suisse. Médaillée de bronze du slalom aux Jeux de Lake Placid 1980. Championne du monde de ski alpin du géant, du slalom et du combiné 1982, championne du monde de ski alpin de combiné 1985 et championne du monde de ski alpin du slalom et du combiné 1987.
  - Andreas Felder, sauteur à ski autrichien. Médaillé d'argent par équipes aux Jeux d'Albertville 1992. Champion du monde de ski nordique du grand tremplin 1987 puis champion du monde de ski nordique par équipes 1991. Champion du monde de vol à ski 1986.
- 1971 :
  - Richard Gay, skieur acrobatique français. Médaillé de bronze en bosses aux Jeux de Salt Lake City 2002.
  - Servais Knaven, cycliste sur route néerlandais. Vainqueur de Paris-Roubaix 2001.
- 1972 :
  - Shaquille O'Neal, basketteur américain. Champion olympique aux Jeux d'Atlanta 1996. Champion du monde de basket-ball 1994. (16 sélections en équipe des États-Unis).
- 1973 :
  - Michael Finley, basketteur américain. (8 sélections en équipe des États-Unis).
- 1976 :
  - Antoine Dénériaz, skieur alpin français. Champion olympique de la descente aux Jeux de Turin 2006.
  - Robert Milkins, joueur de snooker anglais.
- 1977 :
  - John Celestand, basketteur américain.
  - Yórgos Karagoúnis, footballeur grec. Champion d'Europe de football 2004. (139 sélections en équipe des États-Unis).
  - Shabani Nonda, footballeur congolais. (22 sélections en équipe de république démocratique du Congo).
- 1979 :
  - Érik Bédard, joueur de baseball canadien.
  - Thomas Dossevi, footballeur franco-togolais. (30 sélections avec l'équipe du Togo
  - Tim Howard, footballeur américain. (121 sélections en équipe des États-Unis).
  - Grace Park, golfeuse sud-coréenne. Victorieuse du Kraft Nabisco 2004.
  - Aaron Scott, pilote de courses automobile britannique.
- 1982 :
  - Inga Abitova, athlète de fond russe. Championne d'Europe d'athlétisme du 10 000 m 2006.
- 1984 :
  - Antonio Garcia Robledo, handballeur espagnol. médaillé de bronze aux Jeux de Tokyo 2020. Champion du monde de handball masculin 2013. (90 sélections en équipe d'Espagne).
  - Tomasz Marczyński, cycliste sur route polonais. Vainqueur du Tour du Maroc 2015.
  - Ľubomír Pištej, pongiste slovaque.
- 1985 :
  - Pierre-Édouard Bellemare, hockeyeur sur glace français.
  - Domen Lorbek, basketteur slovène.
  - Bakaye Traoré, footballeur franco-malien. (21 sélections avec l'équipe du Mali).
- 1986 :
  - Paul Aguilar, footballeur mexicain. Vainqueur de la Copa Sudamericana 2006 puis des Coupe des champions de la CONCACAF 2007, 2008, 2010, 2015 et 2016. (56 sélections en équipe du Mexique).
  - Jake Arrieta, joueur de baseball américain.
  - Anthony Gonçalves, footballeur français.
  - Dominic Inglot, joueur de tennis britannique. Vainqueur de la Coupe Davis 2015.
  - Charlie Mulgrew, footballeur écossais.
  - Nick Thoman, nageur américain. Médaillé d'argent du 200 m dos aux Jeux de Londres 2012. Champion du monde de natation du relais 4 × 100 m 4 nages 2011
  - Avdija Vršajević, footballeur bosnien. (16 sélections en équipe de Bosnie-Herzégovine).
- 1987 :
  - Hannah England, athlète de demi-fond britannique.
  - Lukáš Pazdera, footballeur tchèque.
- 1988 :
  - Marvin Bejarano, footballeur bolivien. (41 sélections en équipe de Bolivie).
  - Mamoudou Hanne, athlète de sprint français.
  - Simon Mignolet, footballeur belge. (35 sélections en équipe de Belgique).
- 1989 :
  - Jana Burmeister, footballeuse allemande. Victorieuse des Ligue des champions féminine 2013 et 2014.
  - Cédric Mensah, footballeur franco-togolais. (16 sélections avec l'équipe du Togo).
  - Nélson Oliveira, cycliste sur route portugais.
  - Agnieszka Radwańska, joueuse de tennis polonaise.
- 1990 :
  - Derek Drouin, athlète de sauts canadien. Médaillé de bronze de la hauteur aux Jeux de Londres 2012. Champion du monde d'athlétisme de la hauteur 2015.
- 1991 :
  - Aleksandar Dragović, footballeur autrichien. (100 sélections en équipe d'Autriche).
  - Victoria Esson, footballeuse néo-zélandaise. (18 sélections en équipe de Nouvelle-Zélande).
  - John Jenkins, basketteur américain.
- 1993 :
  - Malcolm Miller, basketteur américain.
  - Ning Zetao, nageur chinois. Champion du monde de natation du 100 m nage libre 2015;
- 1994 :
  - Harrison Manzala, footballeur congolais.
  - Marko Mamić, handballeur croate. (53 sélections en équipe de Croatie).
  - Nils Politt, cycliste sur route allemand.
  - Marcus Smart, basketteur américain.
- 1996 :
  - Christian Coleman, athlète de sprint américain. Champion du monde d'athlétisme du 100m et du relais 4 x 100 m 2019 puis du relais 4 x 100 m 2023.
  - Youri Delhommel, joueur de rugby à XV français.
  - Domenica Gomes, basketteuse brésilienne.
  - Valentin Vada, footballeur italo-argentin.
  - Timo Werner, footballeur allemand. Vainqueur de la Ligue des champions 2021. (51 sélections en équipe d'Allemagne).
- 1997 :
  - Étienne Ca, basketteur français.
- 1998 :
  - Hassane Kolingar, joueur de rugby à XV français. Champion du monde junior de rugby à XV 2018. (3 sélections en équipe de France).
- 1999 :
  - Show, footballeur angolais. (38 sélections en équipe d'Angola).
  - Xu Huan, footballeuse chinoise. (4 sélections en équipe de Chine).
- 2000 :
  - Daphne van Domselaar, footballeuse néerlandaise. (20 sélections en équipe des Pays-Bas).
  - Iliman Ndiaye, footballeur franco-sénégalais. (16 sélections avec l'équipe du Sénégal).
  - Ana Vitória, footballeuse brésilienne. (13 sélections en équipe du Brésil).

### XXIesiècle
- 2001 :
  - Álex Balboa, footballeur hispano-équatoguinéen. (14 sélections avec l'équipe de Guinée équatoriale).
- 2002 :
  - Ameen Al-Dakhil, footballeur irako-belge. (4 sélections avec l'équipe de Belgique).
- 2003 :
  - Ousmane Camara, footballeur français.
- 2005 :
  - Tim Drexler, footballeur allemand.

## Décès

### XXesièclede1901à1950
- 1916 :
  - Émile Friol, 35 ans, cycliste sur piste français. Champion du monde de cyclisme sur piste de la vitesse 1907 et 1910. (° 6 mars 1881).
- 1919 :
  - George Eyser, 48 ans, gymnaste américain. Champion olympique des barres parallèles, du saut de cheval et de la corde lisse, médaillé d'argent du cheval d'arçon et du concours 4 épreuves puis médaillé de bronze de la barre fixe aux Jeux de Saint-Louis 1904. (° 31 août 1870).
- 1943 :
  - Jimmy Collins, 73 ans, joueur de baseball américain. (° 16 janvier 1870).

### XXesièclede1951à2000
- 1965 :
  - Jules Goux, 80 ans, pilote de courses automobile français. Vainqueur des 500 miles d'Indianapolis 1913. (° 6 avril 1885).
- 1996 :
  - Jurandir de Freitas, 55 ans, footballeur brésilien. Champion du monde de football 1962. (15 sélections en équipe nationale). (° 12 novembre 1940).

### XXIesiècle
- 2002 :
  - Bryan Fogarty, 32 ans, hockeyeur sur glace canadien. (° 11 juin 1969)
- 2006 :
  - Kirby Puckett, 45 ans, joueur de baseball américain. (° 14 mars 1960).
- 2007 :
  - Allen Coage, 63 ans, judoka puis catcheur américain. Médaillé de bronze des +93 kg aux Jeux de Montréal 1976. (° 22 octobre 1943).
- 2011 :
  - Jean-Claude Lavaud, 72 ans, footballeur puis entraîneur français. (1 sélection en équipe de France). († 18 mai 1938).
  - Ján Popluhár, 75 ans, footballeur tchécoslovaque puis slovaque. (62 sélections en équipe nationale). (° 12 septembre 1935).
- 2012 :
  - Marquitos, 78 ans, footballeur espagnol. Vainqueur de la Coupe des clubs champions 1956, 1957, 1958, 1959 et 1960. (2 sélections en équipe nationale). (° 16 avril 1933).
- 2013 :
  - Sabine Bischoff, 54 ans, escrimeuse allemande. Championne olympique de fleuret par équipes aux Jeux de Los Angeles en 1984. (° 21 mai 1958).
- 2015 :
  - Jean Bachelé, 82 ans, joueur de rugby français. (° 12 juin 1932).
- 2017 :
  - Marie-Louise Butzig, 72 ans, footballeuse française. (20 sélections en équipe de France). (° 15 novembre 1944).
- 2018 :
  - Teodoro Zeccoli, 88 ans, pilote de course automobile d'endurance italien. (° 15 octobre 1929).
- 2020 :
  - Henri Richard, 84 ans, joueur de hockey sur glace canadien. (° 29 février 1936).
- 2022 :
  - Margit Korondi, 89 ans, gymnaste artistique hongrois. Championne olympique aux barres asymétriques, vice-championne olympique du concours général par équipes et médaillée de bronze du concours général individuel, de la poutre et au sol lors des Jeux de 1952. Championne olympique de l'épreuve d'ensemble avec agrès portatifs par équipes et médaillée d'argent du concours général par équipes aux Jeux olympiques de 1956. (° 24 juin 1932).